# Dragan Đukanović
Dragan Đukanović (sinh ngày 29 tháng 10 năm 1969) là một cầu thủ bóng đá người Serbia.

## Sự nghiệp câu lạc bộ
Dragan Đukanović đã từng chơi cho Avispa Fukuoka.

## Thống kê câu lạc bộ

### J.League
| Đội            | Năm       | J.League | J.League | J.League Cup | J.League Cup | Tổng cộng | Tổng cộng |
| Đội            | Năm       | Trận     | Bàn      | Trận         | Bàn          | Trận      | Bàn       |
| -------------- | --------- | -------- | -------- | ------------ | ------------ | --------- | --------- |
| Avispa Fukuoka | 1998      | 15       | 1        | 0            | 0            | 15        | 1         |
| Tổng cộng      | Tổng cộng | 15       | 1        | 0            | 0            | 15        | 1         |